# Dusolina Giannini
Dusolina Giannini (Philadelphia, Pennsylvania (USA), 19 de desembre, 1902 - Zuric (Suïssa), 29 de juny, 1986), va ser una soprano estatunidenca d'origen italià.

## Biografia
Va néixer a en una família de músics italians. El seu pare, Ferruccio Giannini, havia arribat als Estats Units el 1885, aconseguint una exitosa carrera com a tenor i després com a professor de cant. La seva mare era la violinista Antonietta Briglia. El seu germà i la seva germana també van ser actius en el món de l'òpera: Eufemia Giannini Gregory va ser professora de cant al Curtis Institute of Music durant 40 anys, comptant entre els seus alumnes cantants coneguts com Anna Moffo i Judith Blegen; Vittorio Giannini va ser un compositor d'òperes.
Giannini va estudiar primer amb el seu pare i després a Nova York amb Marcella Sembrich. Va començar a actuar en concerts a partir de 1923, a Nova York i Anglaterra; el mateix any també va començar a gravar amb Victor. El seu debut escènic va tenir lloc el 12 de setembre de 1925 a l'Òpera d'Hamburg com a Aïda, que va ser seguit per aparicions en diversos teatres europeus, com Berlín, Viena, Londres. El 1934 va debutar al Festival de Salzburg i el 1936 va debutar a l'Òpera de París. El 1938 a Hamburg va crear el paper d'Hester Prynne a Das Brandmal dirigida per Eugen Jochum, una òpera composta pel seu germà Vittorio.
De 1935 a 1942 va aparèixer regularment al Metropolitan Opera, també cantant a l'Òpera Lírica de Chicago (1938-1942) i a l'Òpera de San Francisco (1939-1943). També va participar en la primera temporada de l'Òpera de Nova York el 1943. Després de la Segona Guerra Mundial va reprendre el cant a Europa: a París, Londres, Berlín, Viena.
La veu de Giannini era una soprano dramàtica, es pot escoltar en diverses àries d'enregistraments individuals i en un enregistrament complet d'Aïda de 1928, al costat d'Aureliano Pertile.
Després de retirar-se dels escenaris, es va dedicar a l'ensenyament a Zuric.

## Repertori
- Vincenzo Bellini
  - Norma (Norma)
- Georges Bizet
  - Carmen (Carmen)
- Pietro Mascagni
  - Cavalleria rusticana (Santuzza)
- Wolfgang Amadeus Mozart
  - Don Giovanni (Donna Anna)
- Giacomo Puccini
  - Manon Lescaut (Manon Lescaut)
  - Tosca (Floria Tosca)
  - Madama Butterfly (Cio-Cio-San)
- Giuseppe Verdi
  - Il trovatore (Leonora)
  - La forza del destino (Donna Leonora di Vargas)
  - Aida (Aida)
  - Otello (Desdemona)
  - Falstaff (Mrs Alice Ford)